# Achelia barnardi
Achelia barnardi là một loài nhện biển trong họ Ammotheidae. Loài này thuộc chi Achelia. Achelia barnardi được miêu tả khoa học năm 1959 bởi Stock.